# 페트로파블롭스크 성당

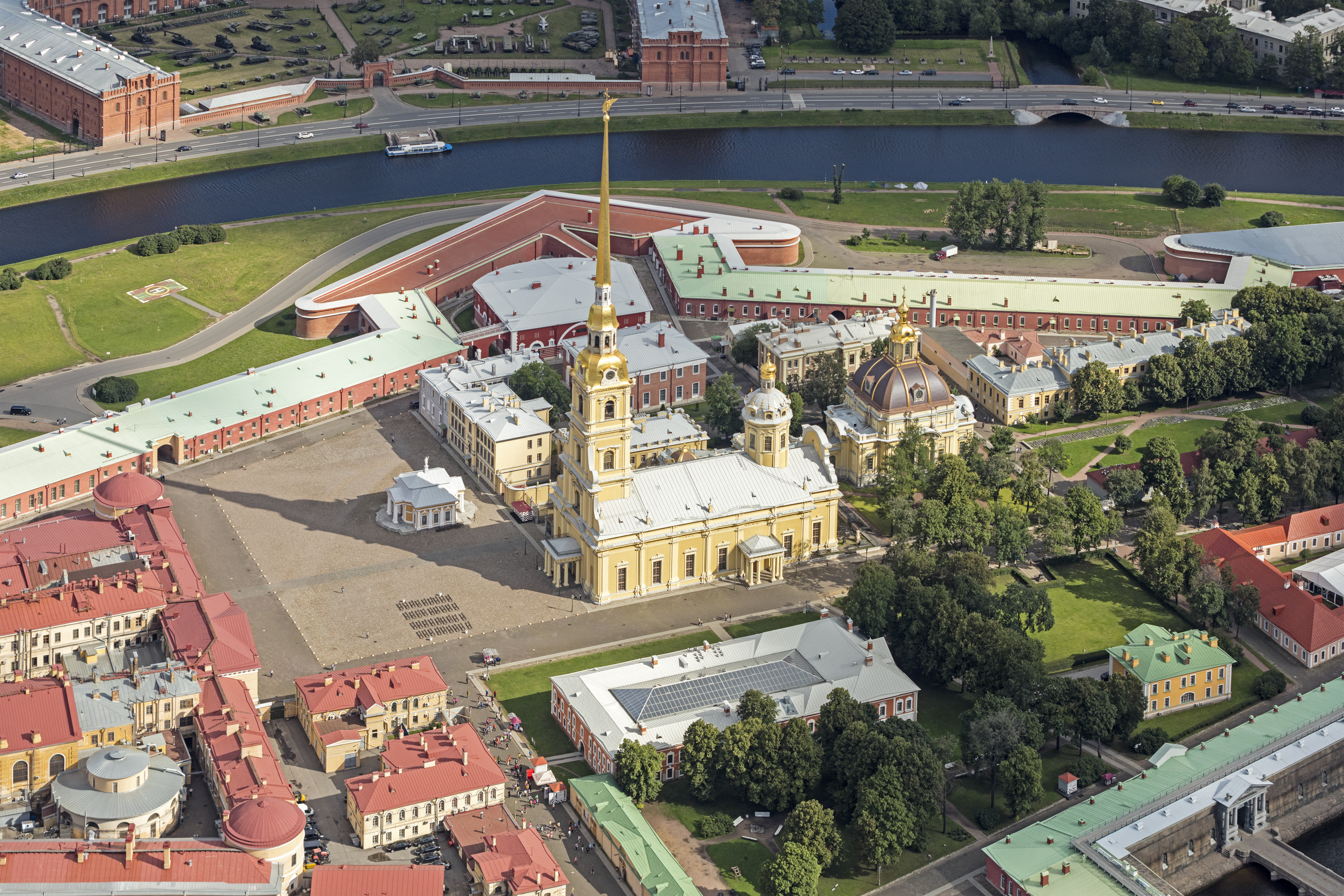
페트로파블롭스크 성당

페트로파블롭스크 성당(러시아어: Петропавловский собор)은 러시아 상트페테르부르크 페트로파블롭스크 요새에 있는 러시아 정교회 성당이다.
현재 건물인 상트페테르부르크 최초의 석조 교회는 도메니코 트레지니가 설계했으며 1712년에서 1733년 사이에 건축되었다. 금으로 칠한 첨탑은 높이가 123미터(404피트)에 이르고 꼭대기에 십자가를 들고 있는 천사가 있다. 이 천사는 상트페테르부르크의 가장 중요한 상징 중 하나이다.